# Klaus Flouride
Geoffrey Lyall (nacido el 30 de mayo de 1949 en Detroit, Míchigan), más conocido como Klaus Flouride, es un bajista estadounidense, conocido por haber formado parte de la banda punk rock de San Francisco, California, Dead Kennedys desde que se fundó en junio de 1978 hasta que se separaron en diciembre de 1986. Además, ha hecho cuatro álbumes en solitario durante las décadas de 1980 y 1990.
A finales de la década de 1960, Klaus Flouride tocaba en una banda llamada Magic Terry & The Universe, en la cual cantaba Billy Squier.
Flouride comenzó a trabajar en un álbum en solitario después de que Dead Kennedys publicaran su segundo álbum en 1982, Plastic Surgery Disasters, y publicó el sencillo "Shortnin' Bread" (con "The Drowning Cowboy" en la cara B)   en 1982 y el EP Cha Cha Cha With Mr. Flouride en 1985.
Después de la ruptura de la banda, Flouride volvió a su carrera en solitario, lanzando Because I Say So en 1988 y The Light Is Flickering en 1991, que incluía la canción "Dancing with Shauna Grant".
Flouride también trabaja en el estudio como productor y encargado de mezclas y ha colaborado en proyectos con Hi-Fives, Ape, and Bad Posture. Él, East Bay Ray y D. H. Peligro se vieron envueltos en una demanda contra el cantante Jello Biafra debido a que Alternative Tentacles les estaba pagando menos dinero, y también para poder tocar las canciones de la banda.
En 2001, Flouride se reunión con Ray y Peligro bajo el nombre de Dead Kennedys, junto con el vocalista de Dr. Know, Brandon Cruz, reemplazando a Biafra. En 2003, Cruz fue reemplazado por Jeff Penalty.
Flouride escribió una canción para Dead Kennedys, "Dog Bite", que aparece en el EP In God We Trust, Inc..
El bajo principal de Flouride durante su estancia en Dead Kennedys y que aún usa en conciertos es un Fender Jazz Bass azul de 1966. El bajo estaba cubierto de pegatinas, siento la más grande una de Dinamarca con las letras "DK", que eran las siglas de Dead Kennedys. Además, el golpeador del bajo está manchado de sangre. Posee otros bajos, como un Fender Precision Bass negro, y una guitarra Fender Bass VI azul.
Respecto a sus amplificadores, usó un cabezal Acoustic 402 y un amplificador Acoustic 150b al menos hasta la grabación de In God We Trust. Después, cambió el Cabezal Acoustic por un Traynor Mono Block B.
En imágenes recientes se puede ver un amplificador Gallien Krueger y un cabezal Gallien Krueger 1001 RB II. En las mismas imágenes se puede ver un pedal de efectos Boss desconocido.